# Mario Kassar
Mario Kassar (* 10. Oktober 1951 in Beirut, Libanon) ist ein libanesisch-US-amerikanischer Filmproduzent.

## Leben
Mario Kassar gründete zusammen mit Andrew G. Vajna das unabhängige Filmstudio Carolco Pictures, welches jedoch auf Grund des finanziellen Misserfolgs von Die Piratenbraut 1995 Bankrott ging. Kassar und Vajna waren bei den meisten Filmen als Executive Producer beteiligt.
Kassar ist bei den Filmstudios Columbia Pictures und TriStar Pictures tätig.
Bis 1989 arbeitete er regelmäßig mit Andrew G. Vajna zusammen, bis dieser ihm seine Anteile an der gemeinsamen Produktionsfirma überließ.
2002 tat er sich jedoch mit Vajna erneut zusammen und gründete die Produktionsfirma C2 Pictures, vornehmlich um Terminator 3 – Rebellion der Maschinen (2003) zu produzieren.
Laut Today's Zaman wurde am 7. August 2008 bekannt gegeben, dass Kassar angeblich mit der Türkischen Radio- und Fernsehgesellschaft an einer Miniserie zusammenarbeitet, die das Leben von Suleiman dem Prächtigen erzählen soll.
Es wurde berichtet, dass Kassar auch an Terminator Salvation (2009) mitwirkte. Später wurde jedoch bekannt, dass er und Vajna das Franchise 2007 an Derek Anderson und Victor Kubicek von der Halcyon Group verkauften. Kassar erhielt 30 Millionen Dollar für den Kauf.

## Filmografie (Auswahl)
- 1982: Rambo (First Blood) – Regie: Ted Kotcheff
- 1982: Die Hexe – The Witch (Superstition) – Regie: James W. Roberson
- 1985: Rambo 2 – Der Auftrag (Rambo: First Blood Part II) – Regie: George Pan Cosmatos
- 1987: Angel Heart – Regie: Alan Parker
- 1987: Ausgelöscht (Extreme Prejudice) – Regie: Walter Hill
- 1988: Rambo III – Regie: Peter MacDonald
- 1988: Red Heat – Regie: Walter Hill
- 1989: Deep Star Six – Regie: Sean S. Cunningham
- 1989: Johnny Handsome – Der schöne Johnny (Johnny Handsome) – Regie: Walter Hill
- 1990: Die totale Erinnerung – Total Recall (Total Recall) – Regie: Paul Verhoeven
- 1990: Air America – Regie: Roger Spottiswoode
- 1990: Narrow Margin – 12 Stunden Angst (Narrow Margin) – Regie: Peter Hyams
- 1990: Jacob’s Ladder – In der Gewalt des Jenseits (Jacob's Ladder) – Regie: Adrian Lyne
- 1990: Land der schwarzen Sonne (Mountains of the Moon) – Regie: Bob Rafelson
- 1991: L.A. Story – Regie: Mick Jackson
- 1991: The Doors – Regie: Oliver Stone
- 1991: Terminator 2 – Tag der Abrechnung (Terminator 2: Judgment Day) – Regie: James Cameron
- 1992: Basic Instinct – Regie: Paul Verhoeven
- 1992: Universal Soldier – Regie: Roland Emmerich
- 1992: Light Sleeper – Regie: Paul Schrader
- 1992: Chaplin – Regie: Richard Attenborough
- 1993: Cliffhanger – Nur die Starken überleben (Cliffhanger) – Regie: Renny Harlin
- 1994: Stargate – Regie: Roland Emmerich
- 1995: Das Tal der letzten Krieger (Last of the Dogmen) – Regie: Tab Murphy
- 1995: Showgirls – Regie: Paul Verhoeven
- 1995: Die Piratenbraut (Cutthroat Island) – Regie: Renny Harlin
- 1997: Lolita – Regie: Adrian Lyne
- 2003: Terminator 3 – Rebellion der Maschinen (Terminator 3: Rise of the Machines) – Regie: Jonathan Mostow
- 2006: Basic Instinct – Neues Spiel für Catherine Tramell (Basic Instinct 2) – Regie: Michael Caton-Jones